# Fremont (Seattle)
Pour les articles homonymes, voir Fremont.
Fremont est un quartier de Seattle dans l'État de Washington aux États-Unis. À l'origine ville à part entière, il a été englobé dans la ville de Seattle en 1891. Le quartier est situé au nord de la ville et compte 11,345 habitants.

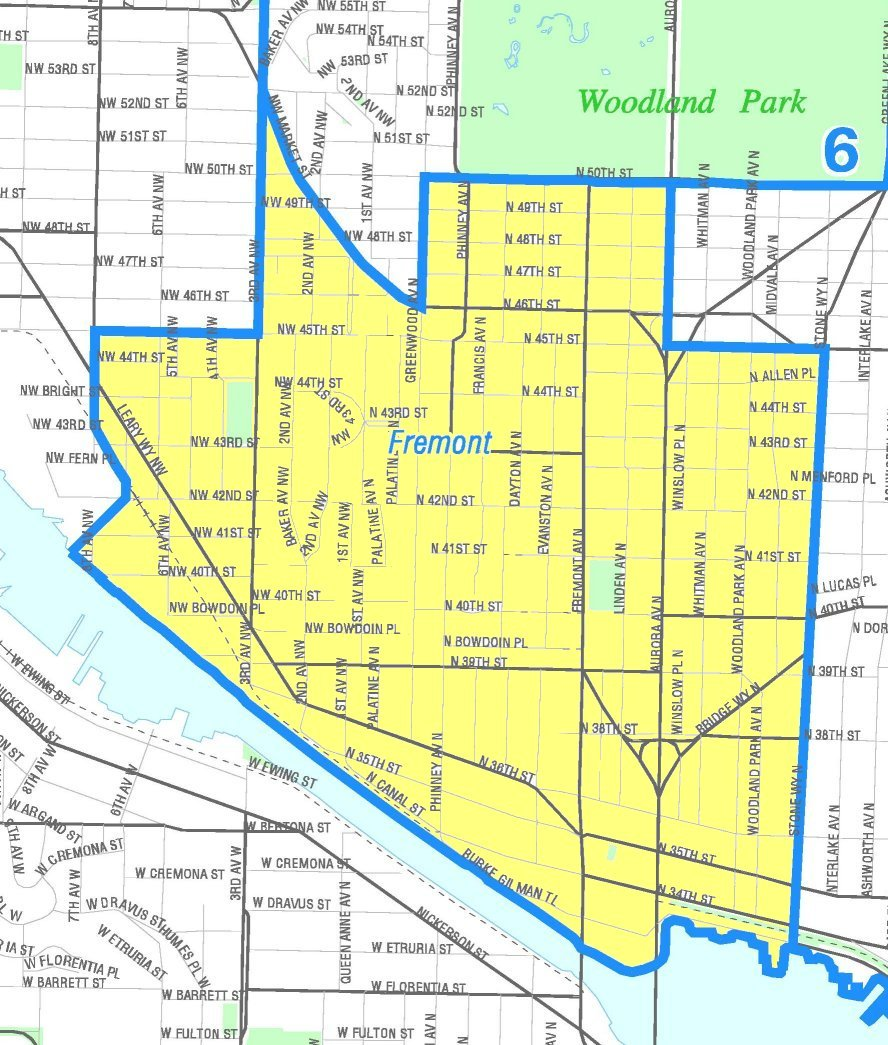
Carte de Fremont

Nommé par ses habitants « Le Centre de l’Univers, » Fremont est connu pour son caractère artistique et unique. Ses deux monuments les plus célèbres, une sculpture en bronze de Lénine et une grosse statue d’un troll placée en dessous d’un pont, démontrent l’esprit alternatif qui caractérise le quartier dès son origine. Les visiteurs à Fremont peuvent participer à plusieurs activités jour et nuit, comme le marché aux puces qui s’y tient chaque dimanche et les cinémas en plein air pendant l’été,,.

## Histoire
Luther H. Griffith, Edward Blewett, et Dr E.C. Kilbourne fondent Fremont en 1888. Son nom vient de Fremont, Nebraska, la ville d’origine de Griffith et Blewett.
Au début, c’est une ville à part entière. L’économie se base sur l’industrie forestière, les usines de bardeaux, et une fonderie.  En 1891, les habitants du quartier décident de la faire incorporer dans la ville de Seattle.
Ensuite, la fin du service interurbain de transport ferroviaire en 1939 et des trolleybus en 1941 contribuent au déclin de Fremont jusqu'aux années 1960, quand les artistes, les étudiants, et les bohèmes font du quartier leur base.

Le pont de Fremont, 1936

Depuis les années 1990, plusieurs entreprises de haute technologie s’installent à Fremont, en donnant une relance économique au quartier,. 

## Culture
Les plus célèbres monuments de Fremont contribuent à sa réputation artistique et contre-culturelle.  

### Statue de Lénine
Une grande statue de Lénine, sculptée par un artiste bulgare et installée en Slovaquie avant la chute du régime communiste, est achetée en 1993 par un Américain d’une ville près de Seattle. L’importation de la statue du chef communiste et son installation dans un carrefour à Fremont provoquent beaucoup de controverses, et encore aujourd’hui parfois les vandales peignent ses mains rouges comme le sang. Cependant, les habitants du quartier sentent une certaine affection pour la statue, et ont aussi l’habitude de la décorer pour différents évènements, comme Noël et la « Gay Pride Week. » ,

### Troll de Fremont
Une autre statue très connue est « le Troll de Fremont », installée par le conseil des arts en 1989 pour transformer de façon créative l’espace vide en dessous d’un pont. L’énorme troll a été fabriqué par un groupe d’artistes choisis par les habitants de Fremont. Plusieurs évènements ont lieu au pied de la statue pendant l’année, comme le « Troll-o-Ween, » (la fête d’anniversaire du troll organisée par le conseil des arts) et des représentations publiques des pièces de théâtre de Shakespeare. Le troll a aussi une page facebook , où les personnes postent des photos amusants avec lui.

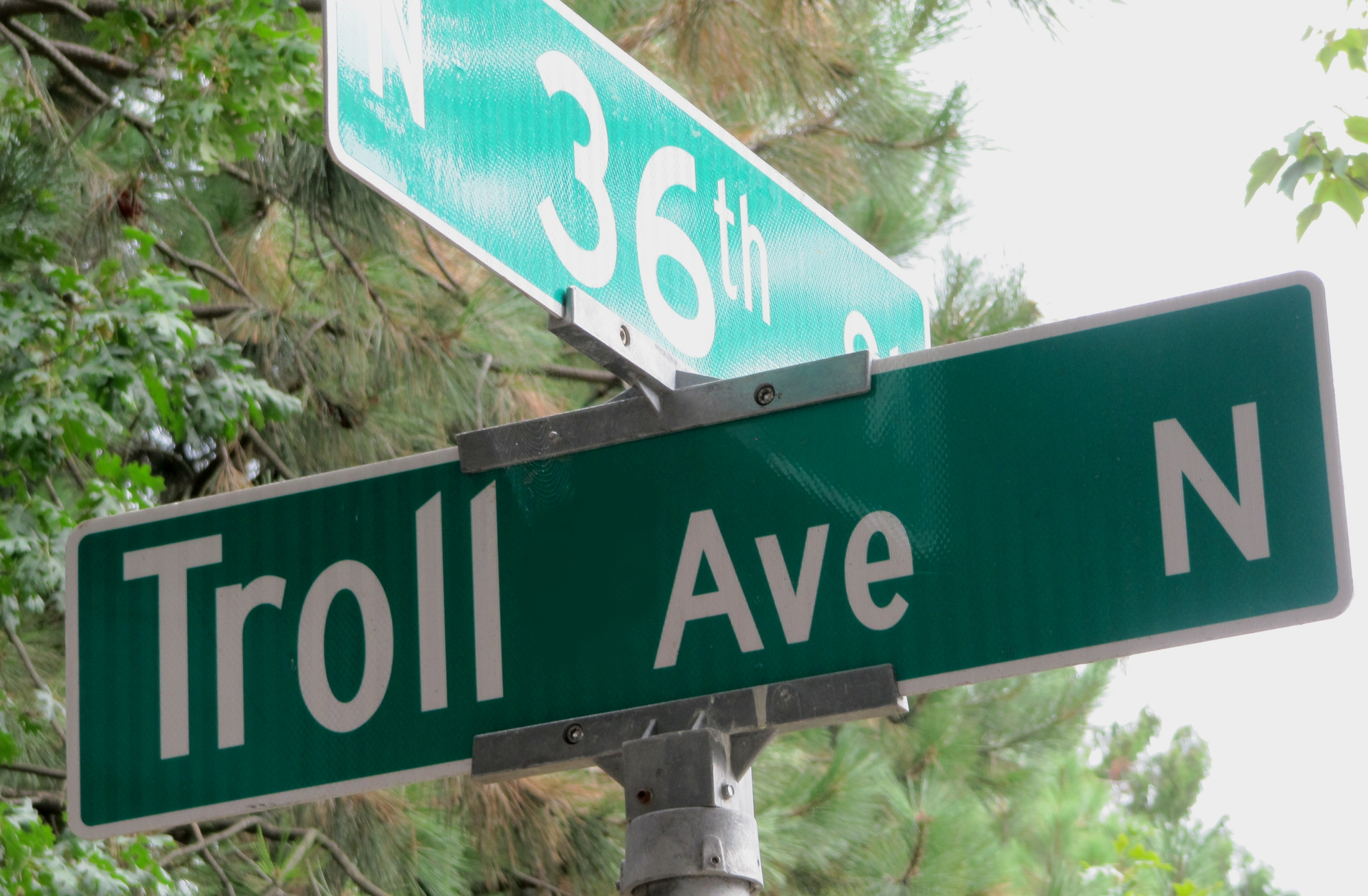
Troll Avenue, Fremont.